# Zwiebelfleisch (Schmorgericht)
Als Zwiebelfleisch wird ein traditionelles Gericht aus Fleisch und Zwiebeln bezeichnet, das zudem in verschiedenen regionalen Varianten anzutreffen ist. Es wird meist als Schmorgericht zubereitet, es gibt aber auch regionale Varianten, bei denen das Bratenstück angebraten und dann gekocht wird.
Davon zu unterscheiden ist mariniertes Zwiebelfleisch als Kaltgericht, das als kalt zubereitetes Zwiebelfleisch oder auch als eingelegtes Zwiebelfleisch bekannt ist.

## Zubereitung
Zur Vorbereitung portioniert man das Fleisch bzw. bereitet Bratenstücke entsprechend vor. Daneben schneidet man Zwiebeln grob in Ringe, Würfel oder Streifen. Das Fleisch wird gewürzt und ggf. mehliert. Anschließend brät man es in Fett an, nimmt es heraus und stellt es warm. In dem Bratensatz werden anschließend die Zwiebeln angebraten. Je nach Rezept gibt man Tomaten- oder Paprikamark hinzu und löscht es mit Fond, Wein oder Wasser ab. Nach einem kurzen Aufkochen würzt man die Saucenbasis und gibt das Fleisch hinein. Anschließend wird es gemeinsam gegart. Zum Abschluss bindet man die Sauce mit Mehl, Rahm oder einer Legierung auf Eierbasis. Merkmal dieser Speisen ist, dass die Sauce abschließend weder püriert noch passiert wird. Bekannte Varianten sind Zwiebelrostbraten und Bollenfleisch.
Als Fleisch verwendet man portionierte Teile vom Rücken oder der Keule (Steaks bzw. Schnitzel) oder Bratenstücke aller üblichen Fleischsorten.
Je nach Rezept werden statt Zwiebeln fein geschnittene Schalotten verwendet. Weitere Zutaten können Champignons und Suppengrün sein.

## Varianten
Neben dem Zwiebelrostbraten aus der schwäbischen und österreichischen Küche und dem Bollenfleisch aus der Berliner Küche sind verschiedene regionale Varianten bekannt, wie unter anderem:
- Fränkisches Zwiebelfleisch. Für diese Variante verwendet man vorzugsweise ein Bratenstück von der Hohen Rippe des Rindes. Bratenstück und Zwiebeln werden zuerst separat im Fett angedünstet und danach, mit etwas Brühe angegossen, in einem Topf geschmort. Die reichliche Soße wird zum Übergießen der obligatorischen Klöße verwendet.[3]
- Hamburger Zwiebelfleisch. Unter diesem Namen sind zweierlei Speisen bekannt – einerseits „gebratenes Rindfleisch mit Schmorzwiebeln und Salzkartoffeln“, auch serviert mit Remouladensauce und Bratkartoffeln, andererseits ein Zwiebelfleisch-Kaltgericht, ein Aufschnitt vom Bauchfleisch oder Kassler o. ä. mit dünnen Zwiebelringen und Marinade, auf Brot gegessen.
- Ungarisches Zwiebelfleisch. Hierfür wird mageres Schweinefleisch verwendet, mit Senf bestrichen, gesalzt und großzügig gepfeffert. Das Fleisch wird scharf angebraten, dann werden feingehackter Knoblauch und Brühe beigegeben, teils auch Zwiebelringe und gehackte Paprikaschoten, sowie alles gemeinsam gegart. Gebunden wird die Soße mit saurer Sahne und Mehl. Als Beilagen empfehlen sich Rösti oder Kartoffelpüree und grüner Salat.[4]

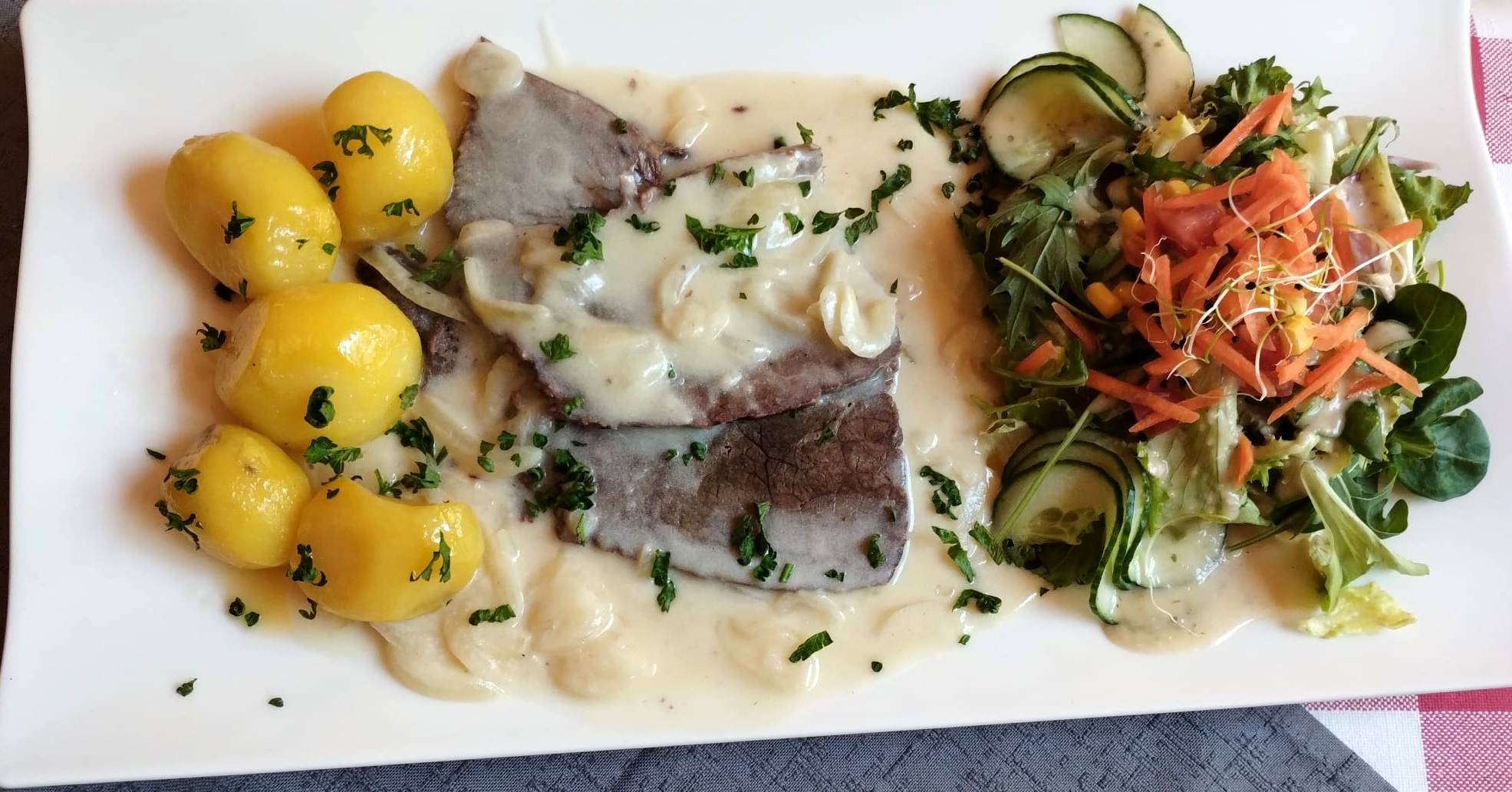
Westfälisches Zwiebelfleisch mit Salat und Kartoffeln

- Westfälisches Zwiebelfleisch. In der Menüfolge eines traditionellen westfälischen Hochzeitsmahles wird Zwiebelfleisch nach der Suppe serviert und aus demselben Suppenteller gegessen.[5] Für die Zubereitung wird Rindfleisch als Bratenstück (z. B. Tafelspitz) angebraten, und mit Gemüse in Wasser oder Fond gekocht. Die Zwiebeln werden separat zu einer dunklen Zwiebelsauce mit Essig, Senf und Gewürzen gekocht. Vor dem Servieren wird der Braten in Scheiben geschnitten und in der Sauce erwärmt. Typische Beilagen sind Landbrot oder Kartoffeln mit Gurkensalat.[6] Eine regionale Variation ist das ebenfalls als Zwischengang eines Hochzeitsessens bekannte Münsterländer Zwiebelfleisch oder Münsteraner Zwiebelfleisch, das ähnlich zubereitet und teils auf warmem, mit Rinderbrühe angemachtem Kartoffelsalat serviert wird.
- Wiener Zwiebelfleisch. Ähnlich wie Gulasch zubereitet wird das Wiener Zwiebelfleisch. Im Grunde handelt es sich um Rindergulasch ohne Paprika und meist auch ohne Tomaten. Allerdings wird das Zwiebelfleisch sehr wohl mit Mehl gebunden und vor dem Servieren nach Belieben mit Essig abgeschmeckt.[7] Es handelt sich um ein traditionelles Gericht im Beisl, welches oftmals als Mittagsmenü angeboten wird.